# Fittipaldi Automotive
Fittipaldi Automotive (czasem od swojego pierwszego głównego sponsora zwany Copersucar) – jedyny brazylijski zespół i konstruktor Formuły 1. Został utworzony przez kierowców wyścigowych, braci Fittipaldi: starszego Wilsona i młodszego, dwukrotnego mistrza świata, Emersona, ze wsparciem finansowym brazylijskiego producenta cukru i alkoholu, Copersucar. W 1976 roku Emerson Fittipaldi opuścił McLarena i rozpoczął ściganie się dla Fittipaldi.
Początkowo zespół miał siedzibę w São Paulo, ale potem przeniesiono ją do brytyjskiego Reading. Zespół brał udział w 119 wyścigach Formuły 1 w latach 1975–1982 i zdobył łącznie 44 punkty i trzy miejsca na podium. Nigdy nie odniósł zwycięstwa.

## Początki

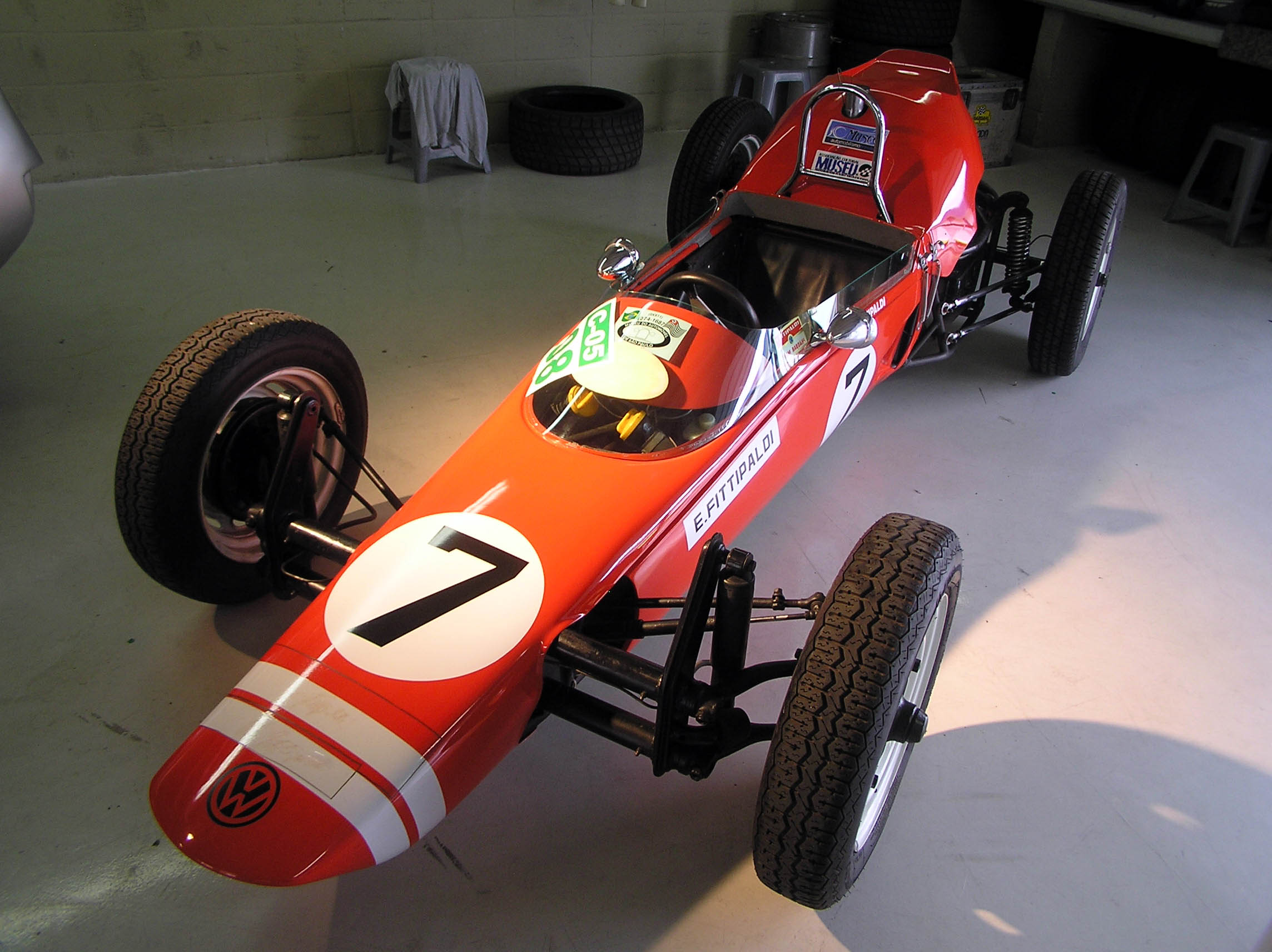
Fitti Vê, samochód Formuły Vee z 1966 roku

W latach 1972–1973 Wilson Fittipaldi był przeciętnym pay-driverem jeżdżącym dla zespołu Brabham. Nie był jednak zadowolony z tego, jak jest traktowany przez zespół. Wskutek tego pod koniec 1973 roku zaproponował on swojemu bratu, Emersonowi, utworzenie własnego zespołu. Emerson zgodził się. Bracia Fittipaldi budowali już w latach 60. samochody wyścigowe; były to gokarty i samochody Formuły Vee, produkowali także części. Te przedsięwzięcia spowodowały, że Emerson Fittipaldi w 1969 roku rozpoczął ściganie się w Europie. W latach 70. nie było niczym niezwykłym, że kierowcy projektowali bądź kupowali podwozia, w których umieszczali silniki Ford DFV i skrzynie biegów Hewland. Przykładami takich zespołów mogą być Hill i Surtees.
W 1974 roku skupiono się na przygotowaniu zespołu do wyścigów Formuły 1. Wilson Fittipaldi namówił brazylisjką firmę Copersucar do sponsorowania zespołu. Emerson Fittipaldi, jeżdżący dla McLarena, został natomiast konsultantem zespołu. Zaprojektowanie samochodów Copersucar-Fittipaldi zlecono Richardowi Divili. Divila projektował już wcześniej samochody dla braci Fittipaldi. Były to samochody Formuły V projektowane dla Fittipaldi Empreendimentos, a później także zmienione Lotusy i Brabhamy Formuły 2 dla Team Bardahl Fittipaldi. W zespół była zaangażowana także wytwórnia lotnicza Embraer, która dostarczała materiały do zespołu i zapewniła tunel aerodynamiczny. Menadżerem zespołu został Meksykanin Jo Ramirez. Początkowo zespół miał siedzibę w Brazylii, prawie 10 000 km od Wielkiej Brytanii, co było śmiałym posunięciem, zważywszy na technologiczną dominację brytyjskich zespołów w tamtym czasie. Pierwszym samochodem Fittipaldi Automotive był długi i niski FD01, którego prezentacja odbyła się w obecności brazylijskiego Senatu i prezydenta Ernesto Geisela w Brasílii. Oznaczenia samochodu miały genezę identyczną, jak Brabhamy (BT: Brabham Tauranac, FD: Fittipaldi Divila).

## Formuła 1

### 1975–1977: Copersucar-Fittipaldi

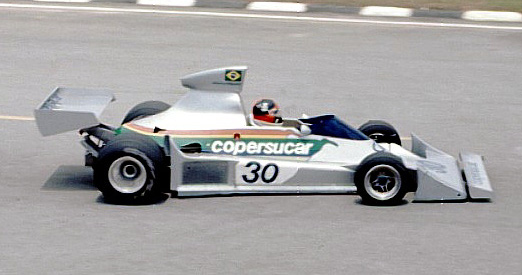
Fittipaldi FD04

Pierwszym kierowcą zespołu, znanego początkowo jako Copersucar-Fittipaldi, został Wilson Fittipaldi. W debiutanckim swoim sezonie zespół nie odniósł sukcesów. Wilson Fittipaldi rozbił się na 13 okrążeniu Grand Prix Argentyny (wyścig ten wygrał jego brat). W pozostałej części sezonu były używane modele FD02 i FD03, które były tego samego projektu co FD01. Fittipaldi w sezonie ukończył zaledwie pięć wyścigów, najlepiej finiszując na 10. miejscu w Grand Prix Stanów Zjednoczonych, a trzykrotnie nie zakwalifikował się do wyścigu. W Grand Prix Włoch Fittipaldiego zastąpił Arturo Merzario, ponieważ podczas treningu do Grand Prix Austrii Fittipaldi złamał dwie kości. Mimo nieudanego sezonu do zespołu w charakterze kierowcy dołączył Emerson Fittipaldi z McLarena. Wilson zdecydował więc, że nie będzie się ścigał. O dołączeniu do zespołu Emerson Fittipaldi powiedział:

Wiem, że praktycznie nie mam szans na zdobycie tytułu mistrza świata w przyszłym sezonie. [...] Początek będzie bardzo trudny, ale jestem nastawiony bardzo entuzjastycznie i jestem pewien, że jeśli każdy się wysili, odniesiemy pozytywne rezultaty w drugiej połowie roku. Myślę, że w okresie roku lub dwóch Brazylia będzie jednym z najlepszych zespołów Formuły 1 na świecie.

Emerson był głównym kierowcą w zespole, ale w czterech Grand Prix miał zespołowego partnera, którym był Ingo Hoffmann. W debiucie w nowym zespole i z nowym samochodem (FD04) Fittipaldi zakwalifikował się na piątym miejscu – najlepszym w historii zespołu. W trakcie sezonu zdobył jednak tylko trzy punkty. Eksperyment polegający na tym, że siedziba zespołu znajdowała się w Brazylii, nie sprawdził się; z Brazylii było zbyt daleko do siedzib dostawców silników, części i skrzyń biegów. Pierwszy model FO04 został wprawdzie zbudowany w Brazylii, ale zespół przeniósł się do Reading, określanego jako "dolina sportów motorowych".
W sezonie 1977 Fittipaldi zdobył 11 punktów. Hoffmann pojawił się w dwóch Grand Prix. W połowie sezonu wprowadzono nowy model, F5 (Divila zrezygnował z funkcji dyrektora technicznego, i usunięto z oznaczeń samochodów literę "D").

### 1978–1979: Fittipaldi Automotive

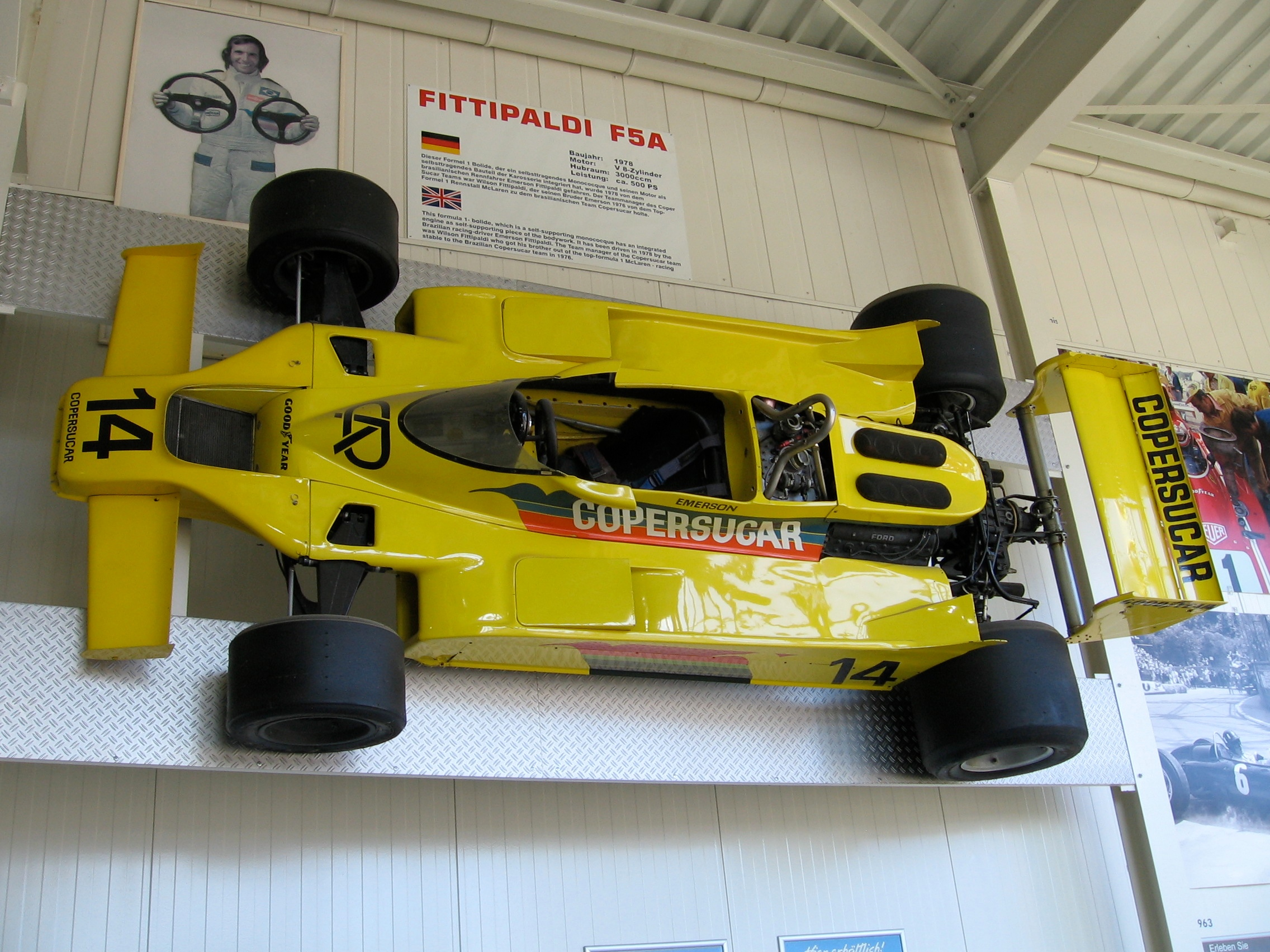
Fittipaldi F5A

W 1978 ścigał się model F5A, wykorzystujący zasadę efektu przypowierzchniowego. Fittipaldi zdobył 17 punktów, a najlepszym rezultatem było drugie miejsce w Grand Prix Brazylii, gdzie stoczył walkę z Mario Andrettim i Gilles’em Villeneuve’em. Zespół zajął siódme miejsce w klasyfikacji konstruktorów, jedno miejsce przed starym zespołem Emersona Fittipaldiego, McLarenem.
Sezon 1979 nie był tak udany. Konstruktor modelu F6, Ralph Bellamy, źle rozumiał ideę efektu przypowierzchniowego, i nowy samochód okazał się nieudaną konstrukcją. Jedynym kierowcą zespołu był Emerson Fittipaldi, choć w niewliczanym do klasyfikacji mistrzostw wyścigu na torze Imola wziął udział Alex Ribeiro.

### 1980: Skol Fittipaldi Team
Pod koniec 1979 roku firma Copersucar zrezygnowała ze sponsorowania zespołu. Zespół nabył pozostałości po upadłym zespole Wolf Racing i po raz pierwszy wystawił na cały sezon dwa samochody. Zmieniono nazwę zespołu na Skol Fittipaldi Team, ponieważ nowym głównym sponsorem została firma Skol. Kierowcami byli Emerson Fittipaldi i Keke Rosberg, którzy w pierwszej części sezonu ścigali się przebudowanym samochodem Wolfa z poprzedniego roku, oznaczonym przez zespół jako F7. Był on w miarę udany, a kierowcy dwukrotnie zajęli nim trzecie miejsce. Po zastąpieniu go modelem F8 wyniki były gorsze. Głównym projektantem był w tamtym roku Harvey Postlethwaite, a jednym z ludzi odpowiedzialnych za aerodynamikę był Adrian Newey.

### 1981–1982: Fittipaldi Automotive

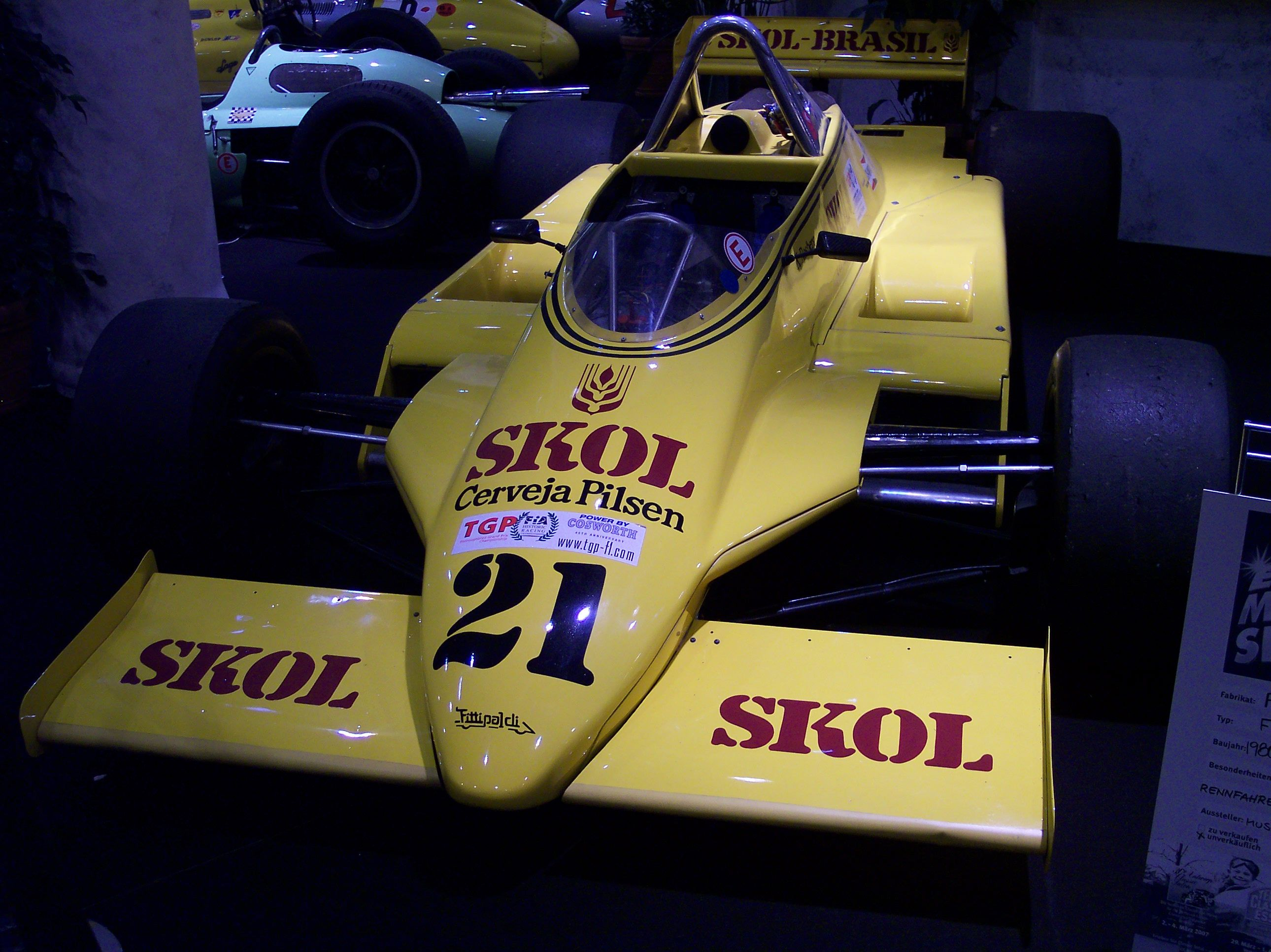
Fittipaldi F8

Pod koniec 1980 roku mający 33 lata i ścigający się 10 lat w Formule 1 Emerson Fittipaldi zdecydował, że rezygnuje ze ścigania się w Formule 1. Później wyznał, że przyczyną tego faktu był fakt niezadowolenia z ostatnich dwóch lat w zespole, i zaniedbania przezeń małżeństwa i życia osobistego, choć w 1980 roku oficjalną przyczyną, jaką Fittipaldi podał mediom, była śmierć kolegi. Emerson Fittipaldi wszedł w skład zarządu zespołu. Kierowcami zostali Keke Rosberg i Chico Serra. Jako że umowa sponsorska ze Skol wygasła, zespół wrócił do nazwy Fittipaldi Automotive. Postlethwaite odszedł do Ferrari. Zespół po raz kolejny wystawił samochód, który był ulepszoną wersją poprzednika. W ciągu sezonu skorzystano z opon Michelin, Avon i Pirelli. Fittpaldi zajął czwarte miejsce w Grand Prix Południowej Afryki, które z powodu konfliktu FISA z FOCA nie było eliminacją Mistrzostw Świata Formuły 1. W oficjalnych eliminacjach kierowcy nie zdobyli jednak ani punktu. Samochód był powolny i awaryjny, a do wielu wyścigów kierowcy się nie zakwalifikowali.
Rosberg na sezon 1982 przeszedł do Williamsa, gdzie zdobył tytuł; jest to jedyny przypadek w historii Formuły 1, że kierowca w jednym sezonie nie zdobył ani punktu, a w następnym tytuł mistrzowski. Fittipaldi Automotive wystawiło samochód tylko dla Serry. Brazylijczyk zdobył jeden punkt w sezonie 1982, co miało miejsce w Grand Prix Belgii. Ostatnim samochodem Fittipaldi był model F9, zaprojektowany przez Toma Wrighta i powracającego Richara Divilę, który zadebiutował w Grand Prix Wielkiej Brytanii. Nie poprawiło to sytuacji zespołu. Na jaw wyszły także problemy finansowe Fittipaldi Automotive. Bracia Fittipaldi próbowali zebrać fundusze na sezon 1983, ale nie udało im się to. Na początku roku 1983 zespół został zlikwidowany.

## Aurora F1
Modelu Fittipaldi F5A użył zespół RAM Racing w zawodach Aurora F1. Jedyne zwycięstwo tym samochodem odniósł w tej serii Guy Edwards 15 kwietnia 1979 roku w zawodach Race of Champions w Brands Hatch. Tak naprawdę Edwards był w tym wyścigu siódmy, ale przed nim było sześciu kierowców, którzy nie byli zgłoszeni do serii Aurora F1. Edwards i jego kolega zespołowy Bernard de Dryver zdobyli również kilka miejsc na podium.
Valentino Musetti, brytyjski kaskader, ścigał się modelem F5B w serii Aurora F1 w roku 1980, ale z mniejszym powodzeniem.

## Wyniki
| Legenda oznaczeń w tabelach wyników Wyświetl szablon na nowej stronie | Legenda oznaczeń w tabelach wyników Wyświetl szablon na nowej stronie                                                                     |
| Oznaczenie                                                            | Wyjaśnienie |
| --------------------------------------------------------------------- | --- |
| Złoty                                                                 | Zwycięzca lub mistrzostwo |
| Srebrny                                                               | 2. miejsce lub wicemistrzostwo |
| Brązowy                                                               | 3. miejsce lub II wicemistrzostwo |
| Zielony                                                               | Ukończył, punktował (w klasyfikacji generalnej, gdy zdobył co najmniej jeden punkt na przestrzeni sezonu, poza trzema powyższymi opcjami) |
| Niebieski                                                             | Ukończył, nie punktował (w klasyfikacji generalnej, gdy nie zdobył co najmniej jednego punktu na przestrzeni sezonu)                      |
| Czerwony                                                              | Nie zakwalifikował się (NZ) |
| Czerwony                                                              | Nie prekwalifikował się (NPK) |
| Różowy                                                                | Nie ukończył (NU) |
| Różowy                                                                | Niesklasyfikowany (NS) (w klasyfikacji generalnej, gdy nie został sklasyfikowany w żadnym wyścigu sezonu)                                 |
| Czarny                                                                | Zdyskwalifikowany (DK) |
| Czarny                                                                | Wykluczony (WYK/EX) |
| Biały                                                                 | Nie wystartował (NW) |
| Biały                                                                 | Kontuzjowany (K/INJ) |
| Biały                                                                 | Wyścig odwołany (OD/C) |
| Bez koloru                                                            | Został wycofany (WYC/WD) |
| Bez koloru                                                            | Nie przybył (NP/DNA) |
| Bez koloru                                                            | Nie brał udziału w treningach (NT/DNP) |
| Bez koloru                                                            | Nie został zgłoszony (–) |
| Pogrubienie                                                           | Start z pole position |
| Kursywa                                                               | Najszybsze okrążenie wyścigu |
| †                                                                     | Nie ukończył, ale jego rezultat został zaliczony ze względu na przejechanie więcej niż 90% dystansu wyścigu.                              |
| *                                                                     | Sezon w trakcie |
| 1/2/3                                                                 | Punktowana pozycja w sprincie kwalifikacyjnym                                                                                             |
| Lista systemów punktacji Formuły 1                                    | |

| Rok  | Samochód       | Silnik | Opony | Kierowcy           | 1   | 2   | 3   | 4   | 5   | 6   | 7   | 8   | 9   | 10  | 11  | 12  | 13  | 14  | 15  | 16  | 17  | Pkt. | Msc. |
| ---- | -------------- | ------ | ----- | ------------------ | --- | --- | --- | --- | --- | --- | --- | --- | --- | --- | --- | --- | --- | --- | --- | --- | --- | ---- | ---- |
| 1975 | FD01 FD02 FD03 | Ford   | G     |                    | ARG | BRA | RSA | ESP | MON | BEL | SWE | NED | FRA | GBR | DEU | AUT | ITA | USA |     |     |     | 0    | NS   |
| 1975 | FD01 FD02 FD03 | Ford   | G     | Wilson Fittipaldi  | NU  | 13  | NZ  | NU  | NZ  | 12  | 17  | 11  | NU  | 19  | NU  | NZ  |     | 10  |     |     |     | 0    | NS   |
| 1975 | FD01 FD02 FD03 | Ford   | G     | Arturo Merzario    |     |     |     |     |     |     |     |     |     |     |     |     | 11  |     |     |     |     | 0    | NS   |
| 1976 | FD04           | Ford   | G     |                    | BRA | RSA | USW | ESP | BEL | MON | SWE | FRA | GBR | DEU | AUT | NED | ITA | CAN | USA | JPN |     | 3    | 11   |
| 1976 | FD04           | Ford   | G     | Emerson Fittipaldi | 13  | 17  | 6   | NU  | NZ  | 6   | NU  | NU  | 6   | 13  | NU  | NU  | 15  | NU  | 9   | NU  |     | 3    | 11   |
| 1976 | FD04           | Ford   | G     | Ingo Hoffmann      | 11  |     | NZ  | NZ  |     |     |     | NZ  |     |     |     |     |     |     |     |     |     | 3    | 11   |
| 1977 | FD04 F5        | Ford   | G     |                    | ARG | BRA | RSA | USW | ESP | MON | BEL | SWE | FRA | GBR | DEU | AUT | NED | ITA | USA | CAN | JPN | 11   | 9    |
| 1977 | FD04 F5        | Ford   | G     | Emerson Fittipaldi | 4   | 4   | 10  | 5   | 14  | NU  | NU  | 18  | 11  | NU  | NZ  | 11  | 4   | NZ  | 13  | NU  |     | 11   | 9    |
| 1977 | FD04 F5        | Ford   | G     | Ingo Hoffmann      | NU  | 7   |     |     |     |     |     |     |     |     |     |     |     |     |     |     |     | 11   | 9    |
| 1978 | F5A            | Ford   | G     |                    | ARG | BRA | RSA | USW | MON | BEL | ESP | SWE | FRA | GBR | DEU | AUT | NED | ITA | USA | CAN |     | 17   | 7    |
| 1978 | F5A            | Ford   | G     | Emerson Fittipaldi | 9   | 2   | NU  | 8   | 9   | NU  | NU  | 6   | NU  | NU  | 4   | 4   | 5   | 8   | 5   | NU  |     | 17   | 7    |
| 1979 | F5A F6 F6A     | Ford   | G     |                    | ARG | BRA | RSA | USW | ESP | BEL | MON | FRA | GBR | DEU | AUT | NED | ITA | CAN | USA |     |     | 1    | 12   |
| 1979 | F5A F6 F6A     | Ford   | G     | Emerson Fittipaldi | 6   | 11  | 13  | NU  | 11  | 9   | NU  | NU  | 12  | NU  | NU  | NU  | 8   | 8   | 7   |     |     | 1    | 12   |
| 1979 | F5A F6 F6A     | Ford   | G     | Alex Ribeiro       |     |     |     |     |     |     |     |     |     |     |     |     |     | NZ  | NZ  |     |     | 1    | 12   |
| 1980 | F7 F8          | Ford   | G     |                    | ARG | BRA | RSA | USW | BEL | MON | FRA | GBR | DEU | AUT | NED | ITA | CAN | USA |     |     |     | 11   | 9    |
| 1980 | F7 F8          | Ford   | G     | Emerson Fittipaldi | NS  | 15  | 8   | 3   | NU  | 6   | NU  | 12  | NU  | 11  | NU  | NU  | NU  | NU  |     |     |     | 11   | 9    |
| 1980 | F7 F8          | Ford   | G     | Keke Rosberg       | 3   | 9   | NU  | NU  | 7   | NZ  | NU  | NZ  | NU  | 16  | NZ  | 5   | 9   | 10  |     |     |     | 11   | 9    |
| 1981 | F8C            | Ford   | M A P |                    | USW | BRA | ARG | SMR | BEL | MON | ESP | FRA | GBR | DEU | AUT | NED | ITA | CAN | VEG |     |     | 0    | NS   |
| 1981 | F8C            | Ford   | M A P | Keke Rosberg       | NU  | 9   | NU  | NU  | NU  | NZ  | 12  | NU  | NU  | NZ  |     | NZ  | NZ  | NZ  | 10  |     |     | 0    | NS   |
| 1981 | F8C            | Ford   | M A P | Chico Serra        | 7   | NU  | NU  | NZ  | NU  | NZ  | 11  | NW  | NZ  | NZ  |     | NZ  | NZ  | NZ  | NZ  |     |     | 0    | NS   |
| 1982 | F8D F9         | Ford   | P     |                    | RSA | BRA | USW | SMR | BEL | MON | USE | CAN | NED | GBR | FRA | DEU | AUT | SUI | ITA | VEG |     | 1    | 14   |
| 1982 | F8D F9         | Ford   | P     | Chico Serra        | 17  | NU  | NZ  |     | 6   | NPK | 11  | NZ  | NU  | NU  |     | 11  | 7   | NZ  | 11  | NZ  |     | 1    | 14   |